# Churhat
Churhat é uma cidade e uma nagar panchayat no distrito de Sidhi, no estado indiano de Madhya Pradesh.

## Demografia
Segundo o censo de 2001, Churhat tinha uma população de 13 102 habitantes. Os indivíduos do sexo masculino constituem 54% da população e os do sexo feminino 46%. Churhat tem uma taxa de literacia de 56%, inferior à média nacional de 59,5%: a literacia no sexo masculino é de 67% e no sexo feminino é de 44%. Em Churhat, 17% da população está abaixo dos 6 anos de idade.